# Церковь Всех Святых (Ростов-на-Дону)
Церковь Всех Святых — православный храм, построенный в Ростове-на-Дону в 1868 году. Находился на территории нового городского кладбища. Храм был снесён в 1966 году, а на его месте построили Дворец спорта.

## История
15 декабря 1785 года на старом ростовском кладбище была заложена деревянная церковь Всех Святых. 19 мая 1787 года храм был освящён протоиереем Иоанном Андреевым. Церковь располагалась в районе пересечения Красноармейской улицы и Соборного переулка. Она была приписана к Покровской церкви.
В первой половине XIX века в Ростове было устроено новое городское кладбище. Оно располагалось между современными Красноармейской и Филимоновской улицами, Долмановским и Халтуринским переулками. 8 сентября 1864 года на кладбище был заложен храм Всех Святых. Сооружение храма велось на средства городского головы А. М. Байкова.
3 октября 1865 года, пока новая церковь строилась, в старом храме Всех Святых произошёл пожар. Большая часть церковной утвари была спасена и перенесена в Казанскую церковь располагавшуюся между современными улицами Серафимовича и Социалистической. В 1868 году новый храм Всех Святых был достроен, после чего в него перенесли спасённую утварь старого храма. Храм Всех Святых был освящён 27 октября 1868 года.
Храм Всех Святых был среднего размера и состоял из трёх нефов. Основной объём храма был увенчан куполом в стиле ампир с декоративным пятиглавием. В 1897 году на средства А. К. Михайлова к церкви с запада пристроили двухъярусную колокольню. Главный престол храма был освящён в честь праздника День всех святых. Левый (северный) придел был освящён во имя святого равноапостольного царя Константина и матери его царицы Елены; правый (южный) придел — в честь Великомученика Пантелеимона.
В 1930-х годах храм закрыли, и в его помещении разместился шарикоподшипниковый завод. Колокольня и пятиглавие были демонтированы. В 1942 году во время нацистской оккупации города в храме возобновились богослужения. Был сооружён новый свод храма, увенчанный главкой с крестом. Рядом с храмом образовался рынок, называемый в народе «Нахаловским». Храм оставался действующим и после войны. Архимандритом служил Мисаил. Храм был закрыт и снесён в 1966 году. Сносу предшествовал сбор подписей трудящихся под «требованием ликвидации храма». Церковь Всех Святых стала последним храмом, снесённым в Ростове-на-Дону. На месте церкви и городского кладбища в 1967 году был построен Дворец спорта.